# Perhentian Sungkai
Perhentian Sungkai is een bestuurslaag in het regentschap Kuantan Singingi van de provincie Riau, Indonesië. Perhentian Sungkai telt 845 inwoners (volkstelling 2010).